# 国务院食品安全委员会
国务院食品安全委员会，是中华人民共和国国务院成立的国务院议事协调机构，负责食品安全工作。

## 沿革
2009年2月28日第十一届全国人民代表大会常务委员会第七次会议通过《中华人民共和国食品安全法》，自2009年6月1日起施行。该法第四条规定：“国务院设立食品安全委员会，其工作职责由国务院规定。” 2015年4月24日第十二届全国人民代表大会常务委员会第十四次会议修订该法，修订后的该法第五条规定：“国务院设立食品安全委员会，其职责由国务院规定。”
2010年2月6日，《国务院关于设立国务院食品安全委员会的通知》（国发〔2010〕6号）称，“为贯彻落实食品安全法，切实加强对食品安全工作的领导，设立国务院食品安全委员会，作为国务院食品安全工作的高层次议事协调机构。”2010年2月9日，国务院食品安全委员会召开第一次全体会议，中共中央政治局常委、国务院副总理、国务院食品安全委员会主任李克强出席会议并讲话。
根据2013年3月第十二届全国人大一次会议通过的《关于国务院机构改革和转变职能方案的决议》，由新组建的国家食品药品监督管理总局承担委员会的日常工作。
2018年3月17日第十三届全国人民代表大会第一次会议通过《第十三届全国人民代表大会第一次会议关于国务院机构改革方案的决定》，批准《国务院机构改革方案》。方案规定：“组建国家市场监督管理总局。将国家工商行政管理总局的职责，国家质量监督检验检疫总局的职责，国家食品药品监督管理总局的职责，国家发展和改革委员会的价格监督检查与反垄断执法职责，商务部的经营者集中反垄断执法以及国务院反垄断委员会办公室等职责整合，组建国家市场监督管理总局，作为国务院直属机构。同时，组建国家药品监督管理局，由国家市场监督管理总局管理。将国家质量监督检验检疫总局的出入境检验检疫管理职责和队伍划入海关总署。保留国务院食品安全委员会、国务院反垄断委员会，具体工作由国家市场监督管理总局承担。国家认证认可监督管理委员会、国家标准化管理委员会职责划入国家市场监督管理总局，对外保留牌子。不再保留国家工商行政管理总局、国家质量监督检验检疫总局、国家食品药品监督管理总局。”

## 职责
2010年《国务院关于设立国务院食品安全委员会的通知》规定，国务院食品安全委员会的主要职责是：
1. 分析食品安全形势，研究部署、统筹指导食品安全工作；
2. 提出食品安全监管的重大政策措施；
3. 督促落实食品安全监管责任[3]。

## 组成人员
| 2010年《国务院关于设立国务院食品安全委员会的通知》确定的组成人员是： 主任 - 李克强（国务院副总理） 副主任 - 回良玉（国务院副总理） - 王岐山（国务院副总理） 委员 - 尤权（国务院副秘书长） - 刘铁男（发展改革委副主任） - 张来武（科技部副部长） - 李毅中（工业和信息化部部长） - 黄明（公安部副部长） - 王军（财政部副部长） - 李干杰（环境保护部副部长） - 韩长赋（农业部部长） - 姜增伟（商务部副部长） - 陈竺（卫生部部长） - 周伯华（工商总局局长） - 王勇（质检总局局长） - 聂振邦（粮食局局长） - 邵明立（食品药品监管局局长） - 张勇（国务院食品安全委员会办公室主任） | 2013年《国务院办公厅关于调整国务院食品安全委员会组成人员的通知》（国办发〔2013〕42号）调整后的组成人员是： 主任 - 张高丽（国务院副总理） 副主任 - 汪洋（国务院副总理） 委员 - 张勇（国务院副秘书长、食品药品监管总局局长） - 毕井泉（国务院副秘书长） - 吴恒权（中央宣传部副部长） - 王其江（中央政法委副秘书长） - 胡祖才（发展改革委副主任） - 王伟中（科技部副部长） - 朱宏任（工业和信息化部总工程师） - 黄明（公安部副部长） - 于春生（监察部副部长） - 王保安（财政部副部长） - 李干杰（环境保护部副部长） - 韩长赋（农业部部长） - 姜增伟（商务部副部长） - 陈啸宏（卫生计生委副主任） - 于广洲（海关总署署长） - 马正其（工商总局副局长） - 支树平（质检总局局长） - 袁曙宏（法制办副主任） - 王国庆（新闻办副主任） - 任正晓（粮食局局长） |

| 2018年6月20日《国务院办公厅关于调整国务院食品安全委员会组成人员的通知》（国办发〔2018〕50号）调整后的组成人员是： 主任 - 韩正（国务院副总理） 副主任 - 胡春华（国务院副总理） - 王勇（国务委员） 委员 - 孟扬（国务院副秘书长） - 蒋建国（中央宣传部副部长、国务院新闻办主任） - 雷东生（中央政法委副秘书长） - 高翔（中央网信办副主任） - 林念修（发展改革委副主任） - 田学军（教育部副部长） - 徐南平（科技部副部长） - 王江平（工业和信息化部副部长） - 侍俊（公安部副部长） - 高晓兵（民政部副部长） - 赵大程（司法部副部长） - 程丽华（财政部副部长） - 赵英民（生态环境部副部长） - 韩长赋（农业农村部部长） - 王炳南（商务部副部长） - 李世宏（文化和旅游部党组成员） - 曾益新（卫生健康委副主任） - 张际文（海关总署副署长） - 张茅（市场监管总局局长） - 毕井泉（市场监管总局党组书记、副局长） - 张务锋（粮食和储备局局长） - 彭有冬（林草局副局长） - 李健（民航局副局长） - 刘振芳（中国铁路总公司副总经理） |

## 办事机构
国家市场监督管理总局食品安全协调司（简称市场监管总局食品协调司），与国务院食品安全委员会办公室（简称国务院食安办）合署办公，是国家市场监督管理总局内设机构。

### 沿革
2010年《国务院关于设立国务院食品安全委员会的通知》规定，“国务院食品安全委员会设立国务院食品安全委员会办公室，具体承担委员会的日常工作。”经国务院和中央编委领导同意，2010年12月6日中央编办印发《关于国务院食品安全委员会办公室机构设置的通知》（中央编办发〔2010〕202号），具体规定了国务院食品安全委员会办公室的主要职责、内设机构、人员编制及与其他部门的职责分工等事项。国务院食品安全委员会办公室设综合司、协调指导司、监督检查司、应急管理司4个内设机构，机关党委办事机构设在综合司；机关行政编制30名（其中主任1名、副主任1名，司局级领导职数12名）。
2013年《国务院办公厅关于调整国务院食品安全委员会组成人员的通知》规定，“国务院食品安全委员会办公室设在食品药品监管总局，承担国务院食品安全委员会日常工作。”2013年3月26日《国务院办公厅关于印发国家食品药品监督管理总局主要职责内设机构和人员编制规定的通知》（国办发〔2013〕24号）印发了《国家食品药品监督管理总局主要职责内设机构和人员编制规定》，其中规定国家食品药品监督管理总局“承担国务院食品安全委员会日常工作”，国家食品药品监督管理总局综合司（政策研究室）“承担国务院食品安全委员会办公室日常工作”，“国家食品药品监督管理总局加挂国务院食品安全委员会办公室牌子。”国家食品药品监督管理总局综合司（政策研究室）兼国务院食品安全委员会办公室秘书处。
2018年《国务院办公厅关于调整国务院食品安全委员会组成人员的通知》规定：“国务院食品安全委员会办公室设在市场监管总局，承担国务院食品安全委员会日常工作。”

### 历任领导
历任办公室主任、副主任是：

| 主任 - 张勇（2010年2月－2013年3月，正部长级，兼国务院副秘书长；2013年3月－2015年1月，国务院副秘书长、食品药品监管总局局长兼） - 毕井泉（2015年2月－2018年，食品药品监管总局局长兼；2018年－2019年，市场监管总局党组书记、副局长兼） | 副主任 - 刘佩智（2010年8月－2013年4月，副部长级；2013年4月－2014年6月，食品药品监管总局副局长兼） - 李继平（2012年6月－2013年） - 王明珠（2012年6月－2013年） - 滕佳材（2013年－2017年，食品药品监管总局副局长兼） - 孙梅君（2017年7月－2018年，食品药品监管总局副局长兼；2018年－，市场监管总局副局长兼） |